# لسعد زروق
لسعد زروق (يونيو 1963 -) هو وزير المالية في حكومة الحبيب الصيد.

## النشاة والمسيرة
ولد في تونس. وتحصل على الإجازة في العلوم الاقتصادية اختصاص التخطيط في 1986 والمرحلة الثالثة المتخصصة بمعهد تمويل التنمية بالمغرب العربي في 1989 والمرحلة الثالثة المتخصصة بقانون التجارة الدولية في 1991 وديبلوم الإدارة العمومية بالمدرسة الوطنية للإدارة بباريس في 1995. وعمل مراقبا عاما للتأمين في وزارة المالية في 1989 ومديرا عاما للضمان الاجتماعي بوزارة الشؤون الاجتماعية من 2004 إلى 2009 ورئيسا مديرا عاما للصندوق الوطني للتأمين على المرض في الفترة. وعمل منذ 2011 رئيسا مديرا عاما للشركة التونسية للتأمين وإعادة التأمين «ستار» إلى أن عُين وزيرا للمالية في حكومة الحبيب الصيد.